# Tomașpil
Tomașpil (în ucraineană Томашпіль) este așezarea de tip urban de reședință a raionului Tomașpil din regiunea Vinnița, Ucraina. În afara localității principale, nu cuprinde și alte sate.

## Demografie
Componența lingvistică a așezării de tip urban Tomașpil
     Ucraineană (97,76%)
     Rusă (1,65%)
     Alte limbi (0,25%)
Conform recensământului din 2001, majoritatea populației așezării de tip urban Tomașpil era vorbitoare de ucraineană (97,76%), existând în minoritate și vorbitori de rusă (1,65%).